# Gátova (ort)
Gátova är en ort i Spanien.   Den ligger i provinsen Província de Castelló och regionen Valencia, i den östra delen av landet, 280 km öster om huvudstaden Madrid. Gátova ligger 576 meter över havet och antalet invånare är 432.
Terrängen runt Gátova är kuperad. Runt Gátova är det ganska tätbefolkat, med 58 invånare per kvadratkilometer. Närmaste större samhälle är Llíria, 16,8 km söder om Gátova. 